# 1562 Ґондолатш
1562 Ґондолатш (1562 Gondolatsch) — астероїд головного поясу, відкритий 9 березня 1943 року.
Тіссеранів параметр щодо Юпітера — 3,636.